# Clackamas megye
Clackamas megye az Amerikai Egyesült Államokban, azon belül Oregon államban található. Megyeszékhelye Oregon City, legnagyobb városa Lake Oswego. Lakosainak száma 421 401 fő (2020. április 1.).

## Szomszédos megyék
- Multnomah megye (észak)
- Hood River megye (északkelet)
- Wasco megye (kelet)
- Marion megye (dél)
- Yamhill megye (nyugat)
- Washington megye (északnyugat)

## Népesség
A megye népességének változása:
| Lakosok száma | 376 905 | 379 780 | 383 628 | 388 263 | 401 515 | 421 401 |
|               | 2010    | 2011    | 2012    | 2013    | 2015    | 2020    |